# Perrissina variceps
Perrissina variceps là một loài ruồi trong họ Tachinidae.